# Lloyd Chitembwe
Lloyd Chitembwe (21 giugno 1971) è un allenatore di calcio ed ex calciatore zimbabwese, di ruolo difensore, tecnico dell'Harare City.

## Caratteristiche tecniche
Era un difensore centrale, ma poteva essere impiegato anche come centrocampista difensivo.

## Carriera

### Giocatore

#### Club
Nel 1996, dopo aver militato al CAPS United, è passato al Black Aces. Nel 1999 si è trasferito in Sudafrica, all'Hellenic. Nel 2000 è stato acquistato dal Dynamos. Nel 2001 è passato al Black Leopards. Nel 2002 è tornato in patria, al CAPS United. Nel 2007 è stato acquistato dallo Shabanie Mine con cui ha concluso, nel 2008, la propria carriera.

#### Nazionale
Ha debuttato in Nazionale nel 1995. Ha fatto parte della rosa della Nazionale fino al 2006. Ha partecipato alla Coppa d'Africa 2006.

### Allenatore
Nel settembre 2015 diventa allenatore del CAPS United, club in cui ha militato per alcuni anni come calciatore.